# 54 v. Chr.
Portal Geschichte | Portal Biografien | Aktuelle Ereignisse | Jahreskalender | Tagesartikel

◄ |
2. Jahrhundert v. Chr. |
1. Jahrhundert v. Chr. |
1. Jahrhundert |
►

◄ | 70er v. Chr. | 60er v. Chr. | 50er v. Chr. | 40er v. Chr. |
30er v. Chr. |
►

◄◄ | ◄ | 57 v. Chr. | 56 v. Chr. | 55 v. Chr. | 54 v. Chr. |
53 v. Chr. |
52 v. Chr. |
51 v. Chr. |
► |
►►
Staatsoberhäupter

## Ereignisse

### Politik und Weltgeschehen
- Gaius Iulius Caesars zweiter Feldzug nach Britannien.
- In Rom wird mit dem Bau des Caesarforums begonnen.

### Kultur und Gesellschaft
- um 54 v. Chr.: In M. Tullium invectiva, eine Schmährede gegen Marcus Tullius Cicero, entsteht.

### Religion
- 16. Juli: Baubeginn des Dendera-Tempels

## Geboren
- um 54 v. Chr.: Dionysios von Halikarnassos, griechischer Schriftsteller († um 8 n. Chr.)
- um 54 v. Chr.: Mariamne I., hasmonaeische Prinzessin († 29 v. Chr.)

## Gestorben
- Aurelia, römische Adlige, Mutter Caesars
- Lucius Aurunculeius Cotta, römischer Politiker
- Dumnorix, haeduischer (gallischer Stamm) Stammesführer
- Iulia, römische Adlige, Tochter Caesars (* um 76 v. Chr.)
- Quintus Titurius Sabinus, römischer Politiker

- um 54 v. Chr.: Catull, Gaius Valerius Catullus, römischer Dichter
- um 54 v. Chr.: Ariovist, germanischer Heerführer